# Municipio de Hocking
El municipio de Hocking (en inglés: Hocking Township) es un municipio ubicado en el condado de Fairfield en el estado estadounidense de Ohio. En el año 2010 tenía una población de 4672 habitantes y una densidad poblacional de 54,78 personas por km².

## Geografía
El municipio de Hocking se encuentra ubicado en las coordenadas 39°41′2″N 82°39′11″O / 39.68389, -82.65306. Según la Oficina del Censo de los Estados Unidos, el municipio tiene una superficie total de 85.29 km², de la cual 84,96 km² corresponden a tierra firme y (0,39 %) 0,33 km² es agua.

## Demografía
Según el censo de 2010, había 4672 personas residiendo en el municipio de Hocking. La densidad de población era de 54,78 hab./km². De los 4672 habitantes, el municipio de Hocking estaba compuesto por el 84,78 % blancos, el 13,61 % eran afroamericanos, el 0,09 % eran amerindios, el 0,17 % eran asiáticos, el 0,3 % eran de otras razas y el 1,05 % eran de una mezcla de razas. Del total de la población el 0,98 % eran hispanos o latinos de cualquier raza.